# Melitaea tsonkapa
Melitaea tsonkapa is een vlinder uit de familie Nymphalidae. De wetenschappelijke naam van de soort is voor het eerst geldig gepubliceerd in 1944 door Belter.